# Antonov An-178
O Antonov An-178 (Антонов Ан-178) é uma aeronave de transporte militar média de curto alcance, projetada pela fabricante Ucraniana Antonov e baseada no Antonov An-158 (An-148-200). A aeronave foi anunciada em 5 de Fevereiro de 2010, lançada em 16 de Abril de 2015 e voou pela primeira vez em 7 de Maio de 2015.
O An-178 deve substituir aeronaves já ultrapassadas, como o Antonov An-12,  Antonov An-26 e Antonov An-32. A aeronave terá uma suíte de aviônicos similar ao An-148, e usará os motores turbofan Progress D-436-148FM.
O An-178 é um competidor em potencial para o Alenia C-27J Spartan da Itália, EADS CASA C-295 da Espanha, C-130 Hercules dos Estados Unidos, Embraer KC-390 do Brasil e o Ilyushin Il-214 da Rússia.
Os planos da companhia são de produzir mais de 200 aviões como este.

## Projeto e Desenvolvimento

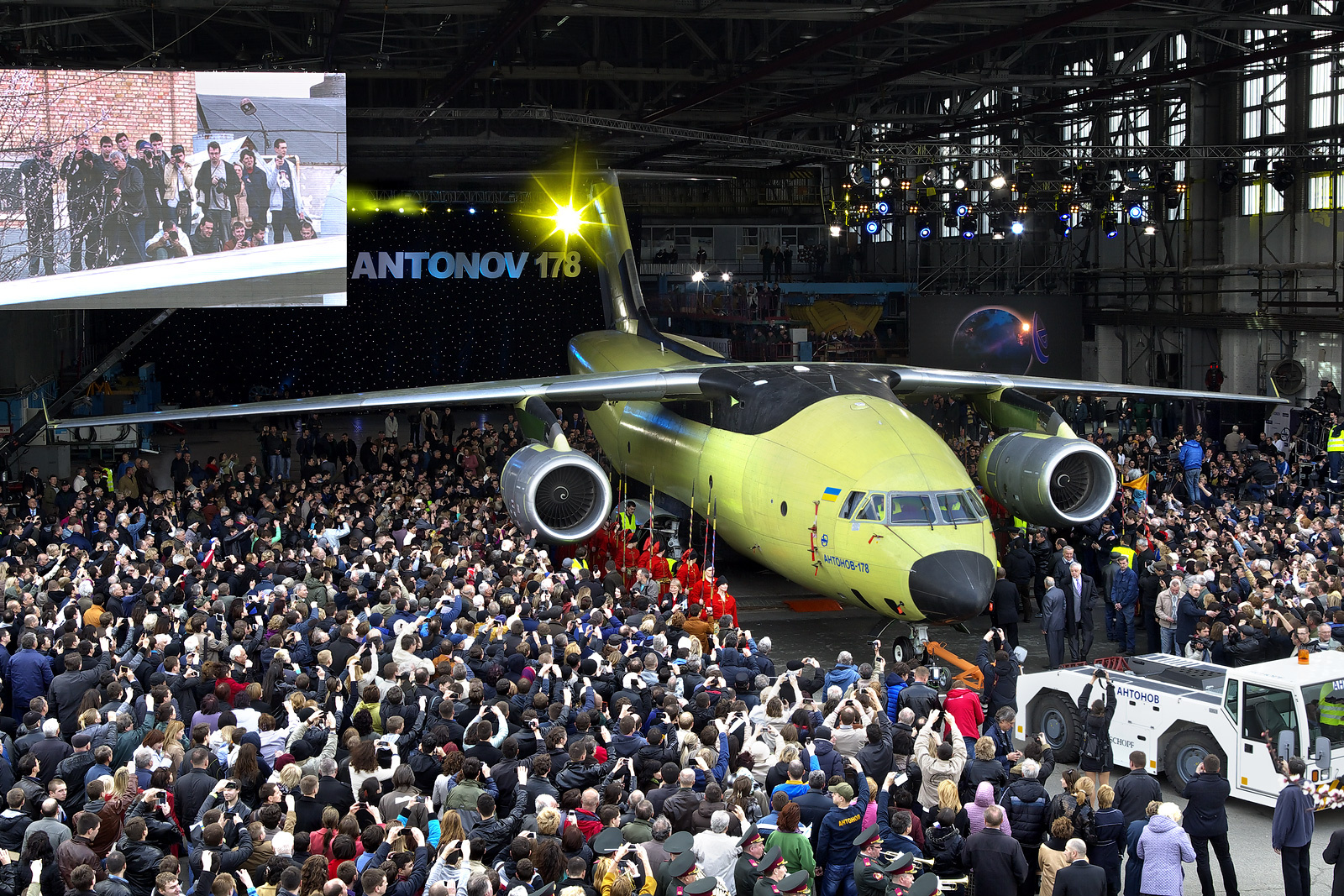
"Rollout" do Antonov An-178

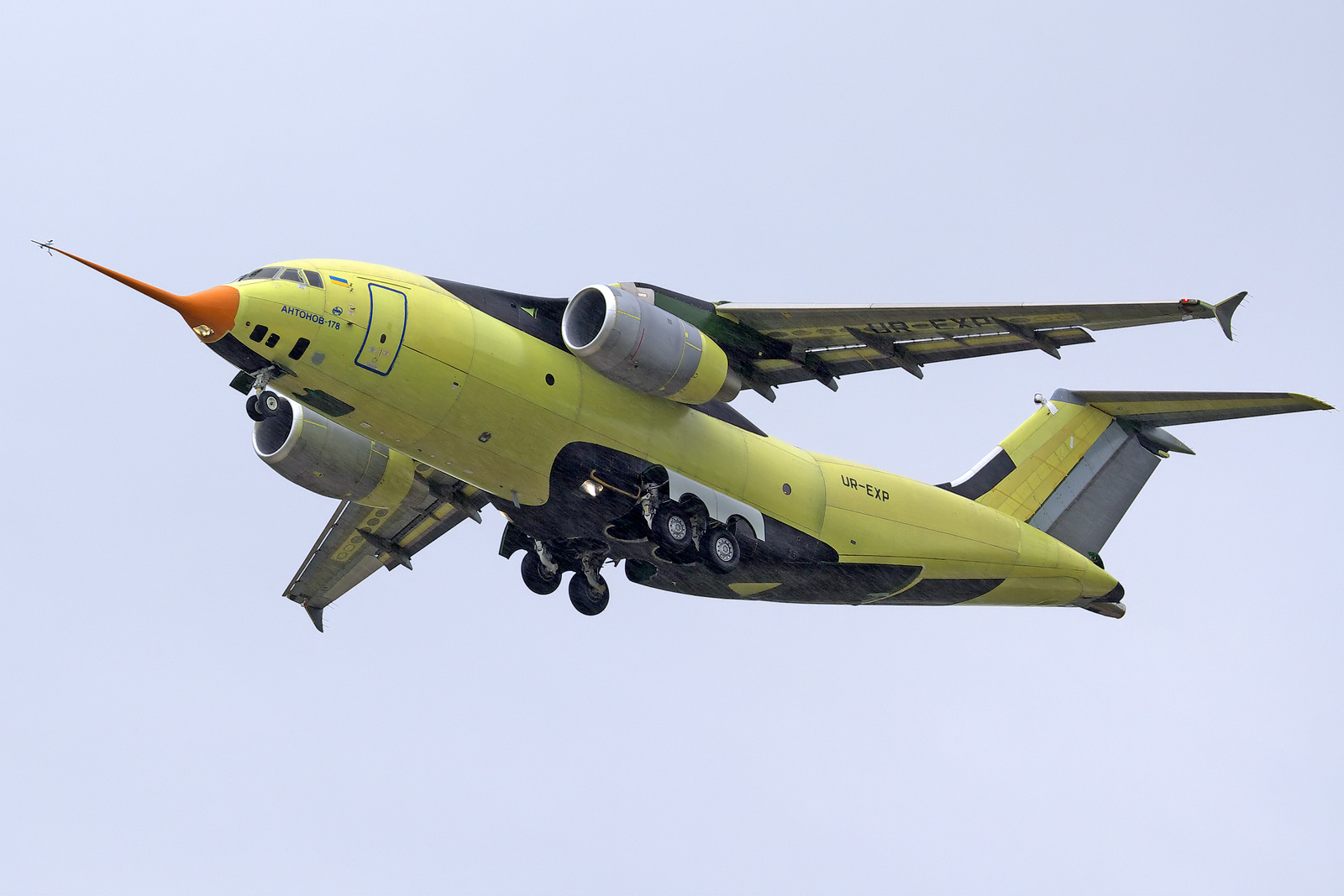
Protótipo do Antonov An-178 em voo

O An-178 é uma aeronave de transporte de asa alta com asa moderadamente enflechada, winglets e uma cauda em "T". A estrutura da aeronave é feita de ligas de alumínio e materiais compostos. A fuselagem é semi-monocoque com uma seção cruzada circular. O trem de pouso retrátil consiste de dois truques principais e um de nariz. O sistema de controle de voo é um sistema fly-by-wire duplo, consistindo de duas partes: FCS-A e FCS-B, sendo cada um responsável por dois canais de controle. As superfícies de controle de voo incluem ailerons próximos às pontas da asa, quatro spoilers de controle, seis spoilers utilizados como freio aerodinâmico, leme e profundor, com um sistema mecânico de emergência acionado por cabos. O grupo motopropulsor consiste de dois motores turbofan Progress D-436-148FM, montados em pylons sob as asas e um auxiliary power unit. Pode transportar até 18 toneladas por 1,000 km, ou 10 toneladas por 4,000 km.
Os painéis externos da asa (incluindo os winglets), fuselagem dianteira com a cabine de comando e o trem de pouso do nariz derivam do An-158. O deck de carga foi um pouco alargado, e possui um par extra de rodas no trem de pouso principal em cada lado. A aeronave fez sua inauguração no Ocidente em 2015 no Paris Air Show.

## Operadores

### Pedidos
- Maximus Air - Intenção de compra[11]
- Silk Way Airlines - Pedido firme de 10 aeronaves feito em Maio de 2015[12]
- Força Aérea Peruana - Pedido de 01 aeronave em Agosto de 2019[13]